# Euplexia distorta
Euplexia distorta là một loài bướm đêm trong họ Noctuidae.